# どちらの方が首ったけ
『どちらの方が首ったけ』（どちらのほうがくびったけ、西: Quién más rendido?, 英: Who else has given up?）は、フランシスコ・デ・ゴヤが1797年から1799年に制作した銅版画である。エッチング。80点の銅版画で構成された版画集《ロス・カプリーチョス》（Los Caprichos, 「気まぐれ」の意）の第27番として描かれた。《ロス・カプリーチョス》はゴヤの四大版画集の1つで、1799年に出版された初版は辛辣な社会批判を含んでいたため、おそらく異端審問所の圧力を受け、わずか27部を売っただけで販売中止となった。本作品は男女間の欺瞞を風刺したグループに属する作品で、《ロス・カプリーチョス》の最初の構想として描かれた素描集《夢》に準備素描が含まれている。

## 作品

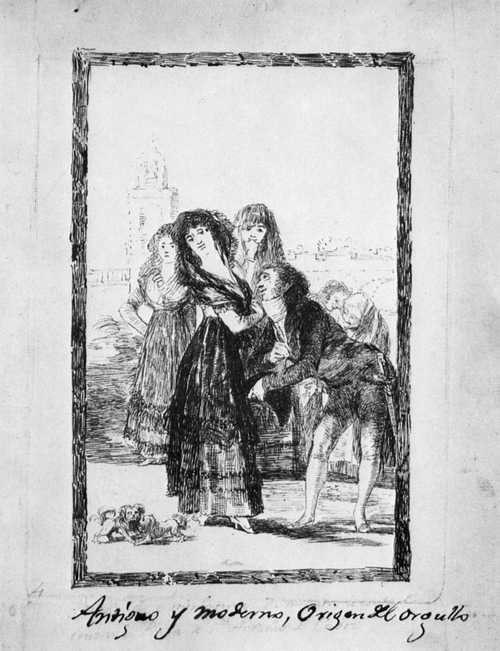
《夢》18番「昔も今も、誇りある家柄」。

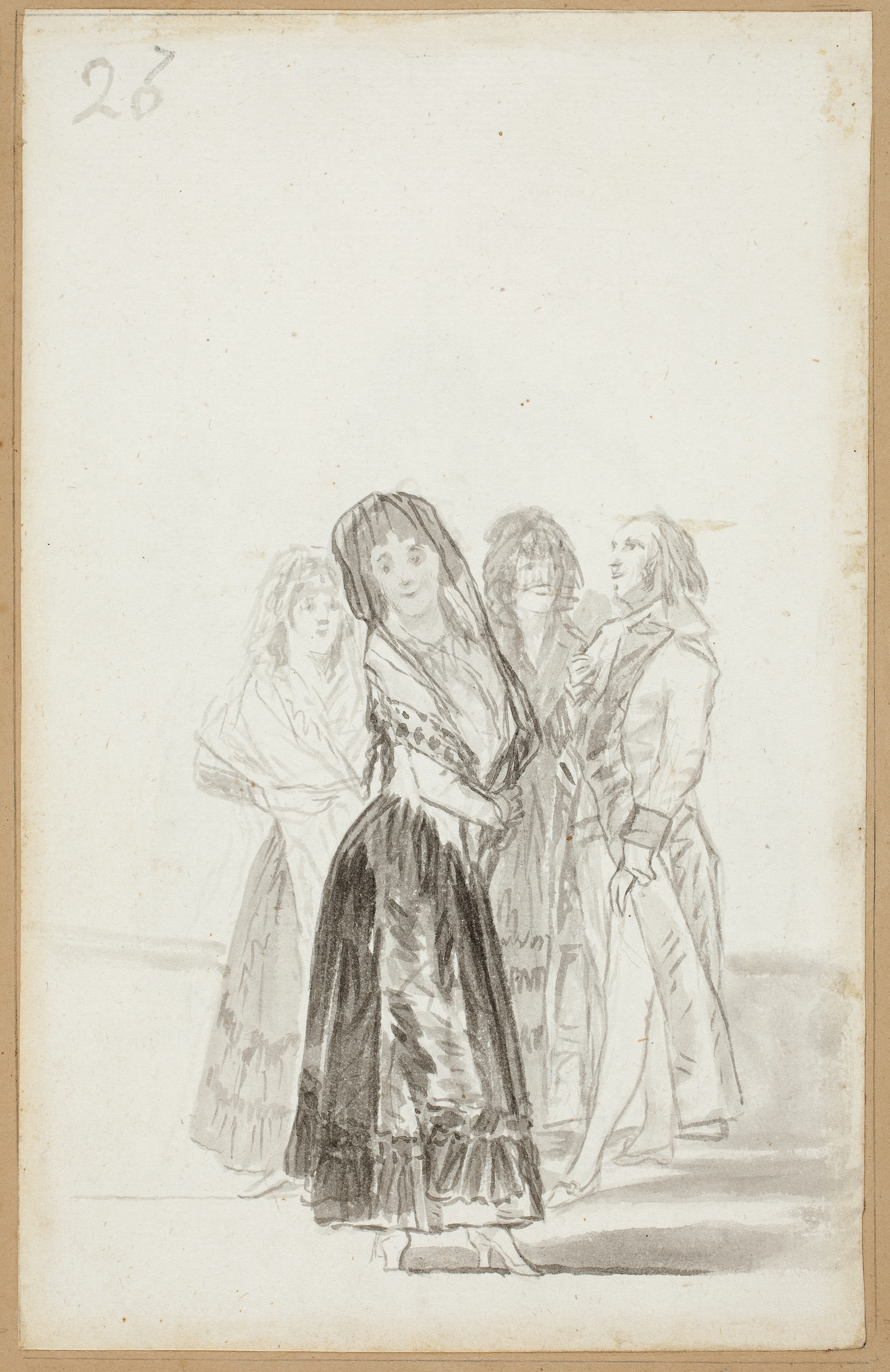
『素描帖B』第20番「3人の仲間の前にいるマハ」。

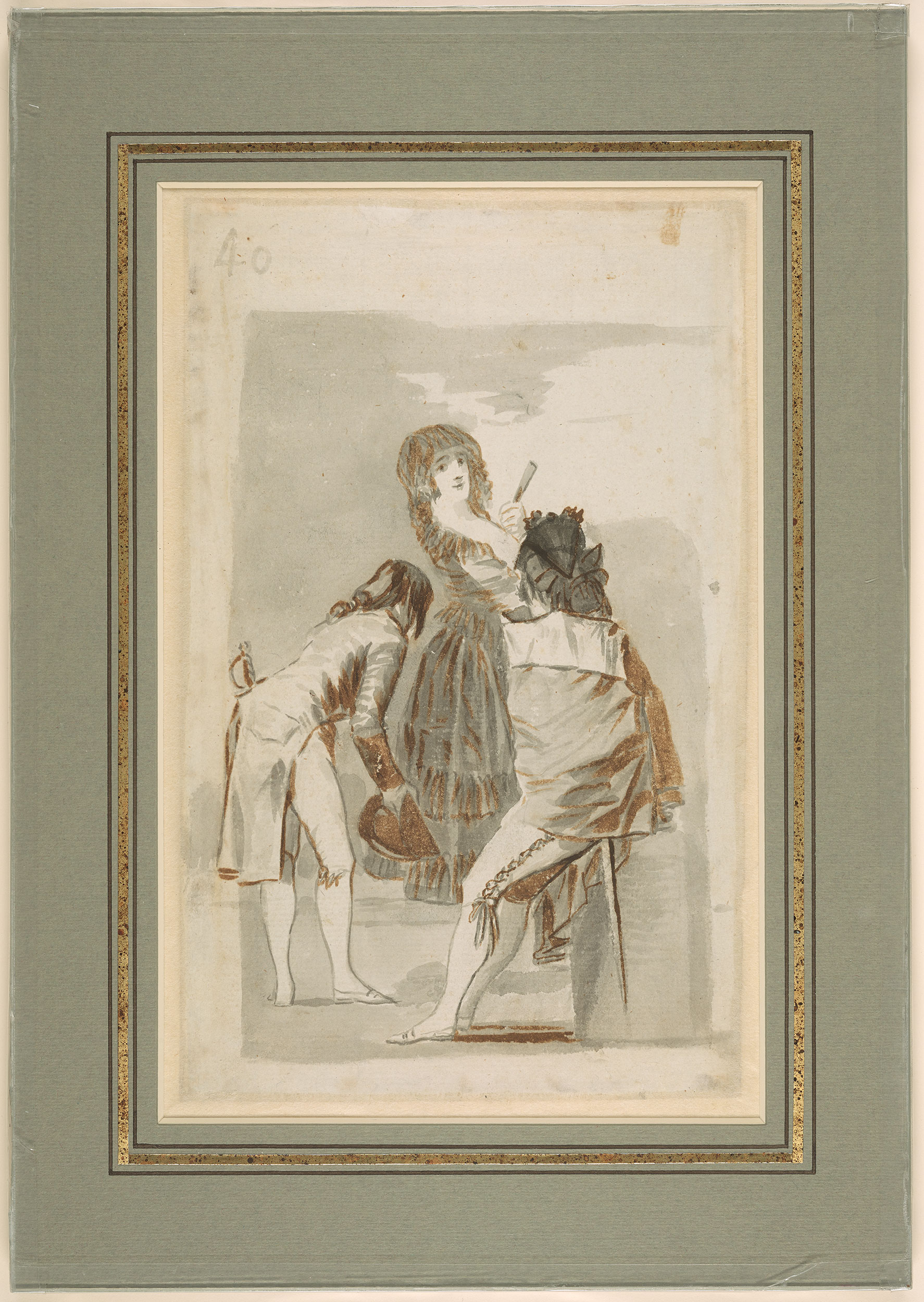
『素描帖B』第40番の「自身の前でお辞儀する伊達男を見つめるマハ」。

ゴヤは紳士に求愛されるマハを描いている。マハはマンティーリャと黒いフリルのスカートを身に着けており、一方の紳士はベルトに帯剣して、左手に帽子を持ち、腰を折り曲げてお辞儀をしながらマハを見上げている。画面奥では若い女たちがマハと紳士のやり取りを観察しており、その隣ではセレスティーナ（遣り手婆）が男と囁き合っている。画面左下前景では2匹の小型犬が求愛の真似をしている。構図は本作品の準備習作である《夢》18番「昔も今も、誇りある家柄」（Antiguo y moderno, Origen del orgullo）をそのまま踏襲しているが、準備習作で描かれていた建築物は完成作では省略され、人物像はほとんど抽象的な背景の前に描かれている。
本作品はおそらく売春婦をモチーフに、男女間の欺瞞をアイロニカルに描いたものと考えられている。プラド美術館の手稿では「一方も他方もない。男は誰に対しても同じことを言う恋愛詐欺師であり、女は8時から9時の間に5つもデートの約束をしておきながらそれらをキャンセルしようと考えている。しかも時間はすでに7時30分だ」と記されている。
これに対してロペス・デ・アラヤ（López de Ayala） の手稿やスペイン国立図書館の手稿では、ゴヤとアルバ女公爵マリア・テレサ・カイエターナ・デ・シルバとの関係を仄めかした作品とされ、特に後者では「女を口説くとき、軽薄な男は小さな愛玩犬のように顔をしかめ、甘い言葉で誘う（アルバ女公爵とゴヤ）」と記されている。しかし《ロス・カプリーチョス》の版画の多くはテーマの普遍性と抽象化への顕著な傾向を示しているため、アルバ女公爵との起こりうる関係性について言及したと見なすことは困難である。
図像的には『素描帖B』第20番の「3人の仲間の前にいるマハ」（Maja ante tres acompañantes）までさかのぼると考えられている。そこでは最前景の若い女性が振り向いて鑑賞者を見つめており、さらに画面奥では2人の女性がロングコートを着た男性と会話している。この素描はまた《ロス・カプリーチョス》第7番「こんなにしても彼女が誰だか分からない」（Ni asi la distingue）と関連していることが指摘されている。もう1つの着想源として『素描帖B』第40番の「自身の前でお辞儀する伊達男を見つめるマハ」（Majo contemplando un petimetre que se inclina ante una maja）が指摘されている。こちらの素描では散歩に出かけるマハと彼女を崇拝する2人の紳士の姿が描かれている。紳士たちは本作品と同様に腰を折り曲げてお辞儀している。

## 来歴
3種類の試し刷りが知られており、そのうちパリのフランス国立図書館に所蔵されているバージョンは手書きで正式な題名が記されている。ただし疑問符ではなく感嘆符が記されている。また大きな文字で複写する必要があることを示す記号も記されている。

## ギャラリー
売春をテーマとする他の作品

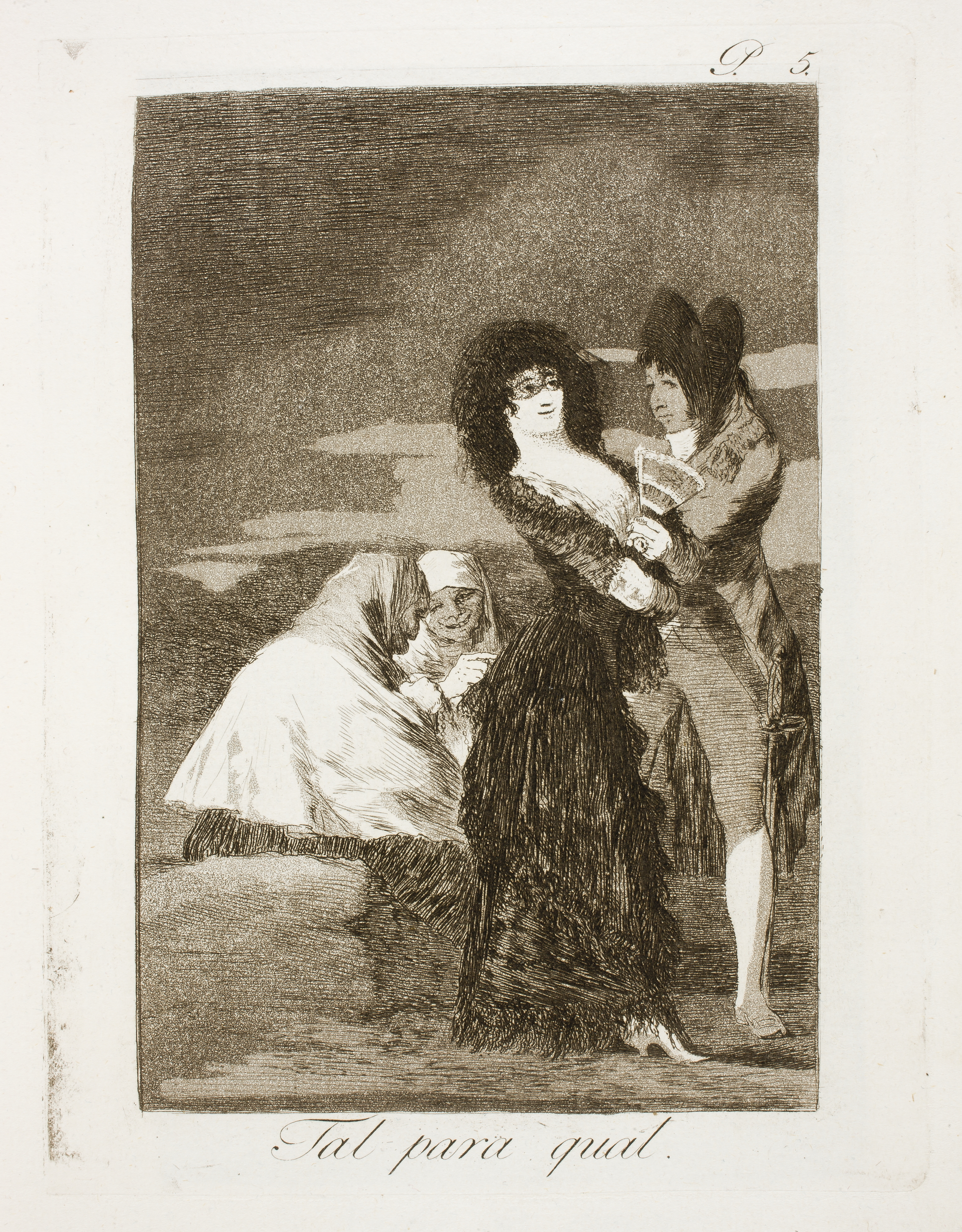
第5番「類は友を呼ぶ」
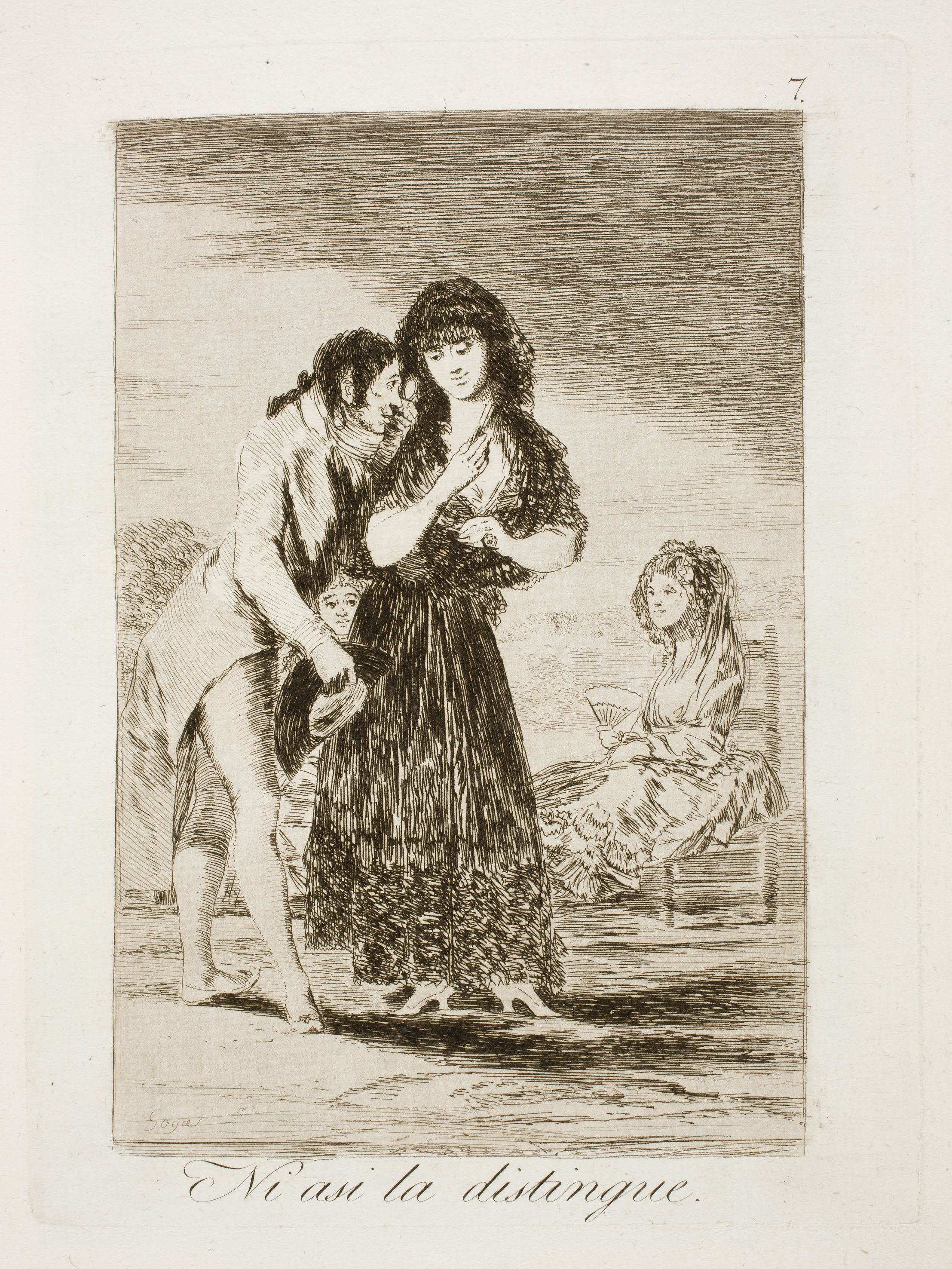
第7番「こんなにしても彼女が誰だか分からない」
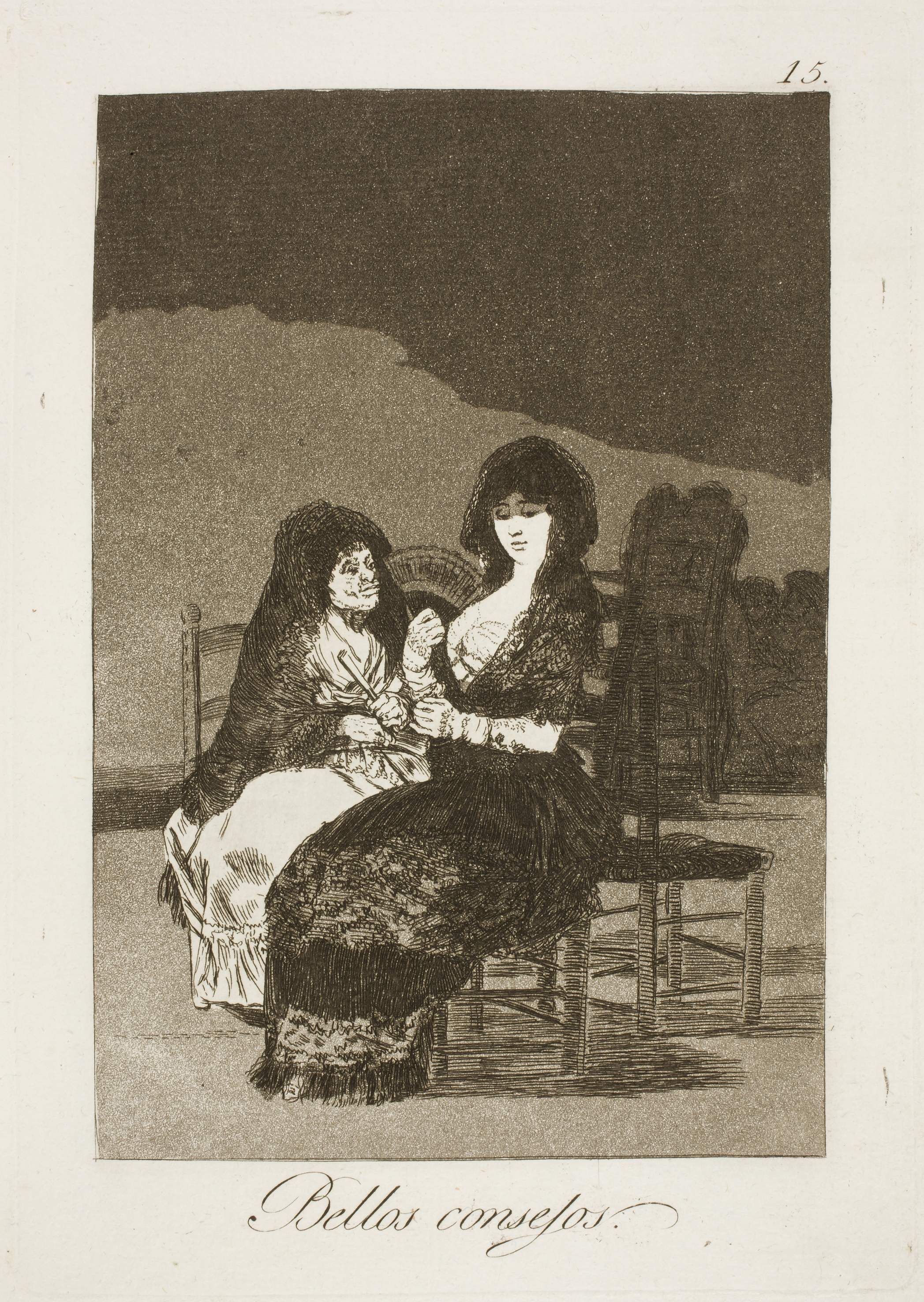
第15番「けっこうな忠告」
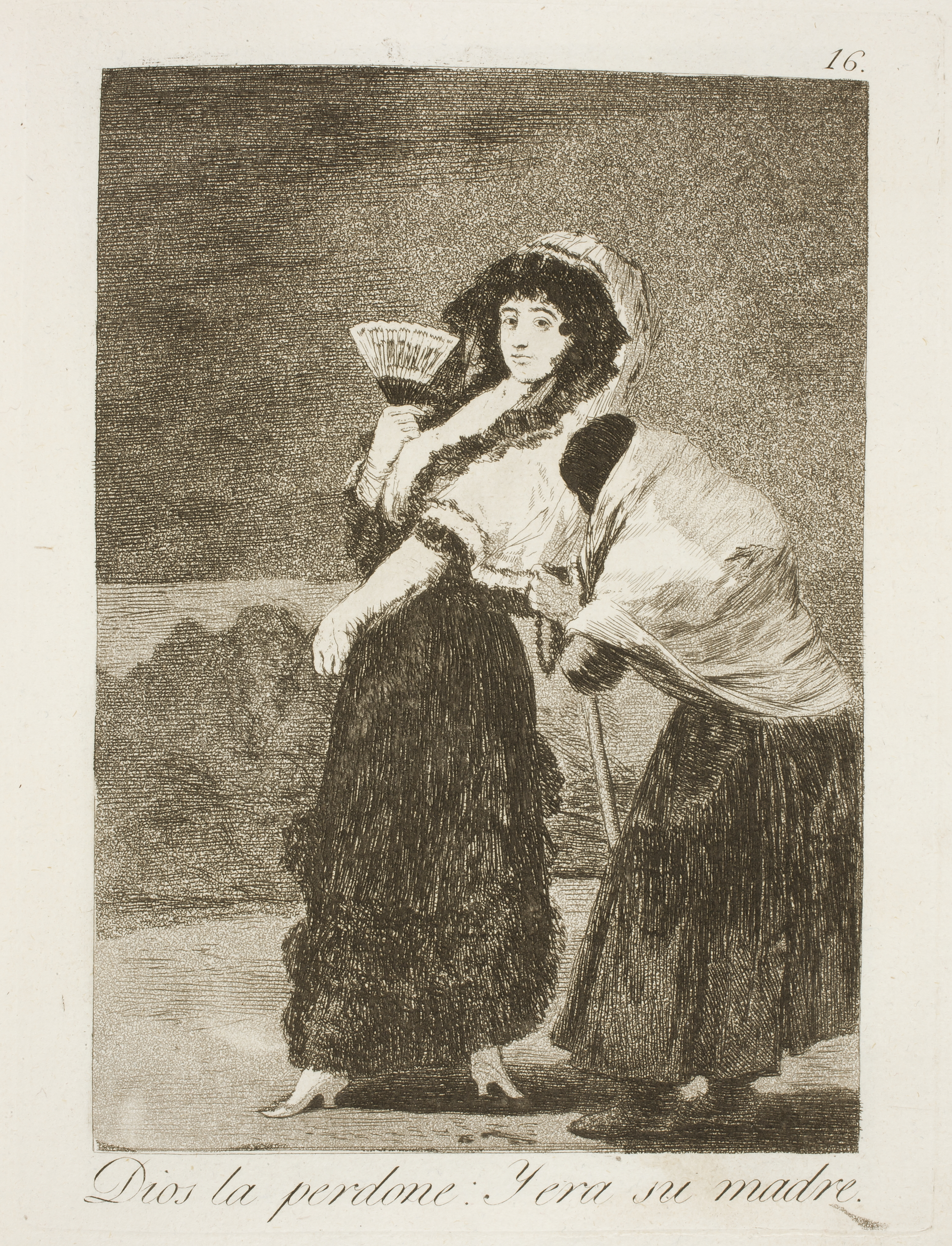
第16番「神よお赦し下さい、それが母親だったとは」
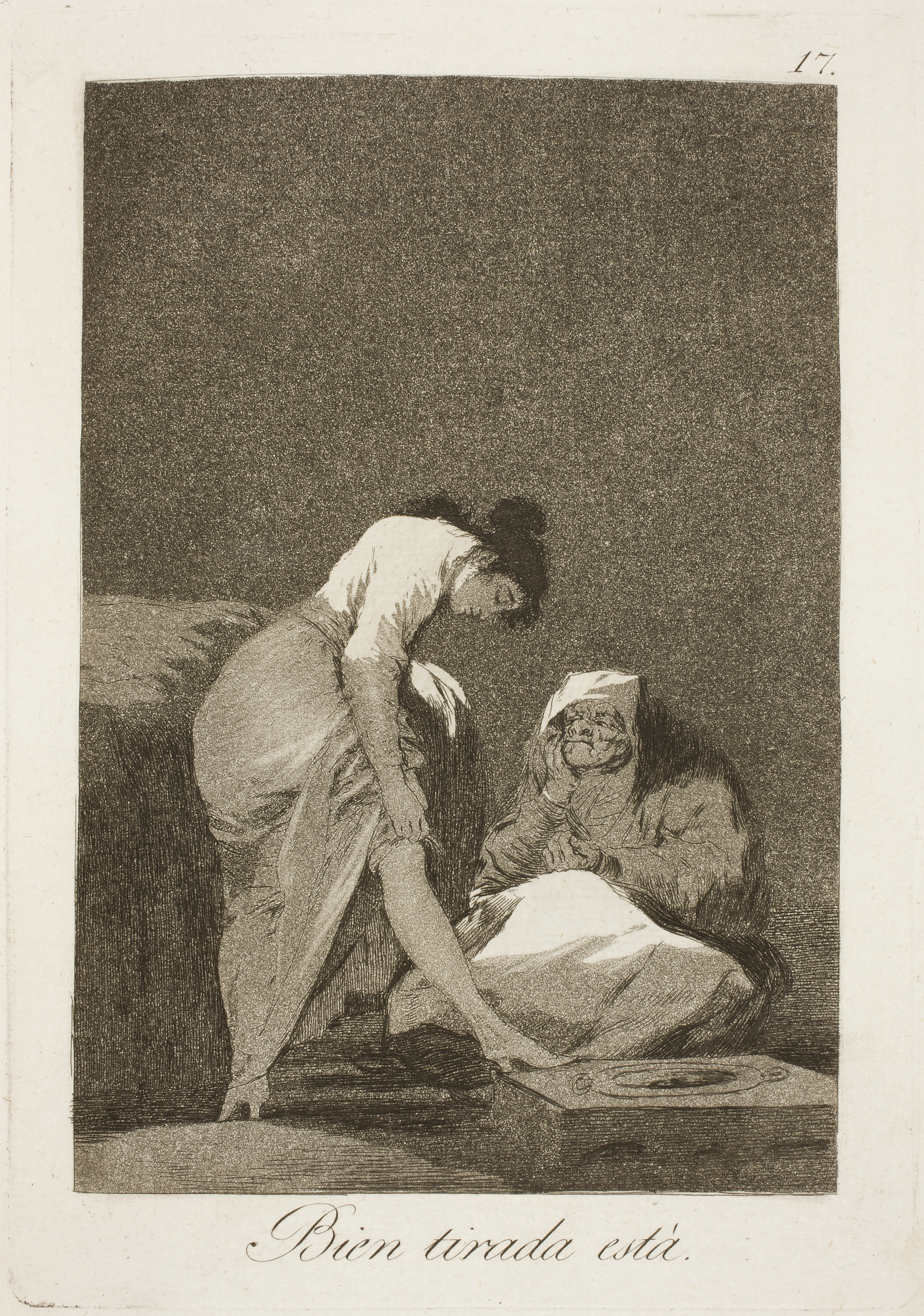
第17番「ぴったりよ」
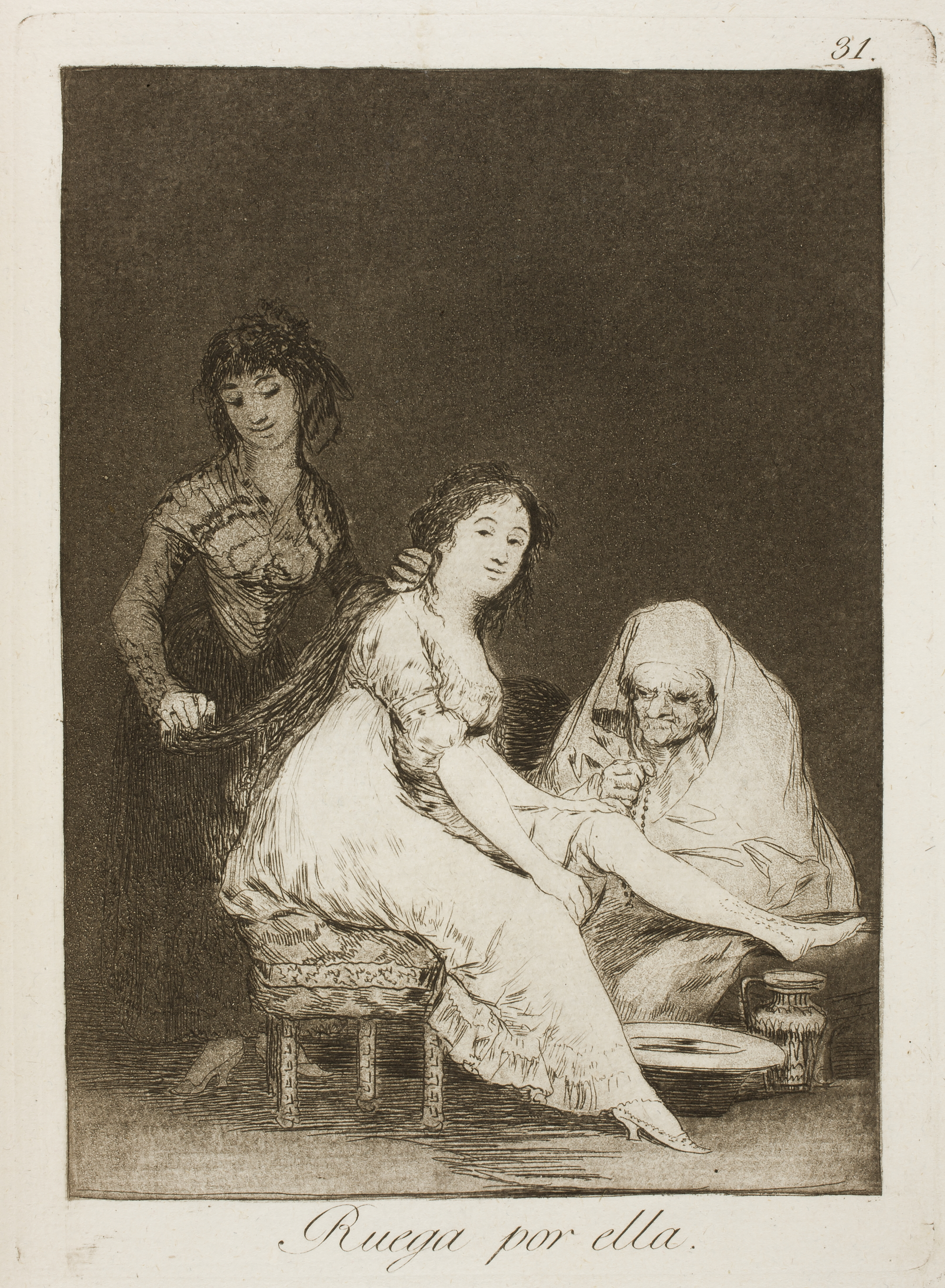
第31番「彼女のために祈っている」